# Juan Olmo
Olmo  Menacho est un nom espagnol. Le premier nom de famille, en général paternel, est Olmo ; le second, en général maternel, souvent omis, est Menacho.
Juan Olmo Menacho (né le 5 mars 1978 à El Cuervo de Sevilla en Andalousie) est un coureur cycliste espagnol. Son frère Antonio est également coureur cycliste.

## Palmarès et classements mondiaux

### Palmarès
- 2000
  - Mémorial Rodríguez Inguanzo
- 2001
  - Trophée Iberdrola
- 2002
  - Trophée Iberdrola
  - 3e du Mémorial Jesús Loroño
- 2005
  - 5e étape du Tour de Normandie
  - Clássica de Guimarães
  - Circuit de Loulé

### Résultat sur le Tour d'Espagne
1 participation
- 2007 : 91e

### Classements mondiaux
| Année           | 2005 | 2006 | 2007 | 2008   |
| --------------- | ---- | ---- | ---- | ------ |
| UCI Europe Tour | 423e |      | 589e | 1 217e |